# Blåbärstjärnen, Norrbotten
Blåbärstjärnen är en sjö i Älvsbyns kommun i Norrbotten och ingår i Piteälvens huvudavrinningsområde.